# Abzac (Gironda)
Abzac é uma comuna francesa na região administrativa da Nova Aquitânia, no departamento da Gironda. Estende-se por uma área de 13,38 km². Em 2010 a comuna tinha 1 975 habitantes (densidade: 147,6 hab./km²).